# أنينغ (يونان)
أنينغ (بالصينية المبسطة: 安宁市، بالصينية التقليدية: 安寧市) هي مدينة على مستوى المقاطعة واقعة تحت الولاية القضائيَّة لمدينة كونمينغ (عاصمة يونان) في الصين. تقع تقريبياً على بعد حوالي 28 كيلومتر جنوب حدود مدينة كونمينغ. أصبحت أنينغ إدارياً مدينة على مستوى المقاطعة عام 1995 بعدما كانت مقاطعة من قبل.

## التقسيمات الإدارية
- منطقة ليانران الثانوية (连然街道)
- منطقة جنفانغ الثانوية (金方街道)
- منطقة مدينة تايبنغ الجديدة الثانوية (太平新城街道)
- منطقة باجي الثانوية (八街街道)
- منطقة شيانجي الثانوية (县街街道)
- منطقة ونشوان الثانوية (温泉街道)
- منطقة شيونغلونغ الثانوية (青龙街道)
- منطقة كاوبو الثانوية(草铺街道)
- منطقة لوبياو الثانوية (禄脿街道)

## الاقتصاد
- منطقة أنينغ الصناعيَّة [وصلة مكسورة]

## وصلات خارجية
- موقع حكومة مدينة أنينغ